# Tonicha
Antónia de Jesus Montes Tonicha Viegas, mais conhecida como Tonicha (Beja, 8 de Março de 1946) é uma cantora portuguesa.

## Biografia
Terceira de quatro irmãos, cedo mostrou vocação para cantar. Primeiro, na escola e mais tarde na adolescência, nas festas da "Capricho", colectividade de cultura e recreio, actualmente conhecida como Sociedade Filarmónica Capricho Bejense.
Aos 16 anos, foi para o Barreiro para casa do seu tio-avô, então Chefe da Estação dos Caminhos de Ferro do Barreiro. A família do lado do pai estava ligada à música mas como amadores. Tanto ele, como todos os seus filhos, tinham grande paixão pela música. Com a irreverência da sua juventude apresentou-se, ainda com 16 anos, a concurso na Emissora Nacional, em cujos "quadros" só veio a entrar aos 18 anos.
Entretanto, foi recebendo lições dos Maestros Tavares Belo, Fernando de Carvalho, António Melo e outros. Recebeu naqueles dois anos lições de canto por parte da então famosa vedeta internacional, Corina Freire.

## Estreia em disco
As primeiras gravações de Tonicha são anteriores a 1965. O primeiro disco que a cantora grava, um EP chamado "CANÇÕES DE NATAL" que reúne vários nomes da canção dos quais o mais conhecido é o da Gina Maria, é supostamente gravado em 1963, numa edição da etiqueta Estúdio.
A sua atividade como profissional foi iniciada em 1965, recebendo a Carteira Profissional com o n.º 1626. A primeira gravação a solo de Tonicha, que é editada com o nome de Antónia Tonicha, data de 1965, num EP da editora RCA chamado "LUAR PARA ESTA NOITE".
Em 1966 obtém o primeiro prémio no Festival da Canção da Figueira da Foz com "Boca de Amora", letra e música de José Gouveia. Participa também no filme "Sarilho de Fraldas", de Constantino Esteves, com Nicolau Breyner, António Calvário e Madalena Iglésias.
Com "A Tua Canção Avózinha" vence o 7.º Festival da Canção da Figueira da Foz. No ano de 1967 recebeu o Microfone de Ouro do Rádio Clube Português e foi eleita "Mulher Portuguesa do Ano", pelo Clube das Donas de Casa. Vence o Prémio de Imprensa do ano de 1967.
Fica em 2.º no Festival RTP da Canção de 1968 com "Fui Ter Com a Madrugada" enquanto o tema "Calendário" ficou em 7.º lugar.

## Colaboração com José Cid
Grava um EP com temas de José Cid como "La Mansarde" e "Emporte-Moi Loin d'Ici". É editado um novo EP, ainda com a colaboração de Cid, com os temas "Caminheiro, Donde Vens?", "Terra Sonhada", "Amanhã" e "Canção Para um Regresso".
A ideia de Tonicha gravar folclore português partiu do seu marido, o etnólogo João Viegas. Ao "Vira dos Malmequeres", canção recolhida na zona de Santarém, seguiu-se "Resineiro" um tema gravado por indicação de José Afonso que o tinha gravado anteriormente. Estes dois discos, editados pela RCA Victor/Telectra, venderam mais de 80 000 cópias.
O EP "D. Pedro" volta a contar com a colaboração de José Cid na direcção musical e na autoria de três dos temas.

## Colaboração com José Carlos Ary dos Santos
Conhece Ary dos Santos através do compositor Nuno Nazareth Fernandes. Os dois serão os autores de "Menina do Alto da Serra" que venceu o Festival RTP da Canção no ano de 1971. O tema fica em 9.º lugar no Festival da Eurovisão, em Dublin, o melhor resultado obtido até essa altura pelo nosso País.
A cantora participa com sucesso em vários festivais internacionais. "Poema Pena" fica em 4.º nas Olimpíadas da Canção de Atenas, na Grécia, onde Tonicha obteve o 2.º prémio de interpretação e Augusto Algueró conseguiu o 1.º prémio ex-aequo de orquestração. Fica também em 3.º no Festival de Brasov (Roménia). Com "Manhã Clara" ganhou o Prémio da Crítica no VI Festival do Rio de Janeiro e com "Rosa de Barro" venceu o 1.º Prémio de Interpretação no Festival de Split (ex-Jugoslávia).

## Editora Movieplay
Assina com a editora Movieplay. Grava versões portuguesas de canções de Patxi Andión. Por iniciativa de José Niza participa, em 1972, no disco "Fala do Homem Nascido", uma opereta gravada para disco, com poemas de António Gedeão. Os cantores são Duarte Mendes, Carlos Mendes, Samuel e Tonicha.
O último disco previsto para a Movieplay é um disco de folclore. A partir de Novembro de 1972 passa a defender as cores da editora de Arnaldo Trindade.
Ainda em 1972 consegue o 5.º lugar no I Festival da OTI com "Glória, Glória Aleluia" de José Cid. Com João Perry grava "Parole, Parole", versão portuguesa de Ary dos Santos. Participa na 14ª edição da Taça da Europa de Cantares de Knokke conjuntamente com Paulo de Carvalho, Teresa Silva Carvalho e Thilo Krassman como director musical.
Com o tema "A Rapariga e o Poeta" fica em penúltimo lugar no Festival RTP da Canção de 1973.
É editado o single "Portugal Ressuscitado/Canção Combate" dos InClave com Tonicha e Fernando Tordo. Em 1974 são lançados vários discos através da editora Zip-Zip taís como "Canções de Abril" (conjunto e coros) e "Cantaremos/Lutaremos" (conjunto e coros-2). Participa na revista de Sérgio de Azevedo "Uma no Cravo, outra na Ditadura", com textos do José Carlos Ary dos Santos e música do Fernando Tordo.
Tonicha, Ary dos Santos e João Viegas fundam a editora Discófilo que não duraria muito tempo mas onde lança alguns discos. 
O álbum "Cantigas Populares" (Arnaldo Trindade e Ca/Orfeu), com arranjos e direcção musical de Jorge Palma, é editado em 1976.

## Mudança para a editora Polygram
Na Polygram grava discos como o "O Menino", "Marcha da Mouraria" e "Tu És o Zé Que Fumas/Cana Verde".
Participa no Festival RTP da Canção de 1978 com os temas "Canção da Amizade" (4.º), "Pela Vida Fora" (9.º), "Um Dia, Uma Flor" (8.º) e "Quem Te Quer Bem, Meu Bem" (12.º). Ainda em 1978 é editado o single "Zumba Na Caneca", um dos seus maiores sucessos populares.
Em 1979 grava um single com os temas "O Gaiteiro Português" e "Sericotalho, Bacalhau. Azeite e Alho". Logo a seguir é editado "O Chico Pinguinhas".
Grava o álbum "Ela por Ela", em 1980, com canções de Carlos Mendes e Joaquim Pessoa e direcção musical de Pedro Osório.
O disco "Foliada Portuguesa" é lançado em 1983. Inclui temas como "Todos Me Querem" e "O Mar Enrola Na Areia" (da autoria de Laurentino Alves Monteiro).
Em 1985 participa no disco "Abraço a Moçambique" e grava o single "Esta Festa Portuguesa". O single "Fátima, Altar do Mundo" é lançado em 1987. 
Está afastada alguns anos dos palcos e da ribalta. Regressa em 1993 com o CD "Regresso". Em 1995 grava temas do cancioneiro no CD "Canções d' Aquém e d'Além-Tejo". O álbum "Mulher", editado em 1997, inclui canções de amor da autoria de grandes compositores e grandes poetas.
Na Páscoa de 2003 participa num programa do Herman José onde interpreta "Ave Maria" de Schubert.
Em 2005, a Movieplay Portuguesa lançou a compilação "Antologia 1971-1977". Em 2007, a Universal Music lançou a compilação "Antologia 77-97". Em 2008, a Universal Música lançou a compilação "Canções para os meus netos... de qualquer idade".
Em 2008, a Farol Música lançou a compilação "Cantos da Vida", com três inéditos de Jorge Palma, Paulo de Carvalho/José Fanha e Gonçalves Crespo/José Marinho.
Em 2010 aceitou um novo desafio, estreando-se como actriz num musical etnográfico de Tiago Torres da Silva. Para além de cantar um tema inédito ("Quantas voltas dá a nora") e um dos temas que popularizou na década de 70 ("Vareira do mar"), contracena com Carlos Mendes, Lurdes Norberto, Cecília Guimarães, Filipa Pais e Joana Negrão.
É lançado um livro com a biografia da cantora.

## Discografia (incompleta)

### Álbuns
- Boca de Amora (LP, RCA - Venezuela, 1968)
- Tonicha (LP, Orfeu, 1973)
- Folclore (LP, Orfeu, 1973) SB-1066
- As Duas Faces de Tonicha (LP, Zip-Zip, 1974)
- Canções de Abril (conjunto e coros) (LP, Discófilo, 1975)
- Cantigas do meu País - Folclore (LP, Discófilo, 1975)
- Tonicha Conjunto e Coros (Lp, Orfeu, 1975)
- Cantigas do meu País (LP, Orfeu, 1975)
- As Duas Faces de Tonicha (LP, Orfeu, 1975)
- Cantigas Populares (LP, Orfeu, 1976) SB-1088
- Cantigas Duma Terra À Beira Mar (LP, Polygram, 1977)
- Ela Por Ela (LP, Polygram, 1980) - reeditado em cd - 1996
- Foliada Portuguesa (LP, Polygram, 1983)
- Regresso (CD, Polygram, 1993)
- Canções d' Aquém e D'Além Tejo (CD, Polygram, 1995)
- Mulher (CD, Polygram, 1997)
- Canções Para Os Meus Netos (CD, Universal, 2008)

### Compilações
- Os Maiores Sucessos I (LP, RCA, 1971)
- Os Maiores Sucessos II (LP, RCA, 1971)
- Os Maiores Sucessos- vol. I (RCA, 1971)
- Os Maiores Sucessos de Tonicha - Vol.II (RCA, 1971)
- Os Maiores Sucessos (LP, Polygram, 1981)
- A Arte e a Música de Tonicha (2LP, Polygram, 1985)
- Sucessos Populares (LP, Polygram, 1987)
- A Arte e a Música de Tonicha (CD, Polygram, 1989)
- Os Maiores Sucessos (CD, Polygram, 1990)
- O Melhor dos Melhores (CD, Movieplay, 1994)
- Coração Português (CD, Polygram, 1999)
- O Melhor de 2 Tonicha/Trio Odemira (2CD, Universal, 2001)
- Antologia 1971-1977 (2CD, Movieplay, 2004)
- A Arte e a Música (CD, Universal, 2004)
- Antologia 77-97 (CD, Universal, 2007)
- Cantos da Vida - Colecção Vida (CD, Farol, 2008)

### Singles e EPs
RCA/TELECTRA [1964/1970]
- Luar Para Esta Noite (RCA, 1965) EPC 215 - LUAR PARA ESTA NOITE/SÓ EU/CANÇÃO DE SER TRISTE/ENFIM
- Boca de Amora (RCA, 1966) TP-290
- O Que Foste E Já Não És (EP, Rca, 1966) TP-315
- A Tua Canção Avózinha (EP, RCA, 1967) TP-337
- Tonicha Volta A Cantar Damas E Paião (RCA, 1967)
- Calendário (RCA, 1968) TP-372
- Fui Ter Com a Madrugada (RCA, 1968) TP-373

- Canta José Cid (RCA, 1968) TP-417 - La Mansarde / Emporte-Moi / Loin d'Ici
- Caminheiro, Donde Vens? (RCA, 1969) TP-445 - Caminheiro, Donde Vens? / Terra Sonhada / Amanhã / Canção Para um Regresso

- Modas do Ribatejo [EP, RCA, 1969)] - TP-473 - [Vira dos Malmequeres / Moda das Carreirinhas / Erva Cidreira / Vira da Rapioca
- Modas do Alentejo (EP, RCA) - TP-497 - Rapsódia de cantares alentejanos / Primavera das lindas flores / Maria Rita, cara bonita / Com que letra se escreve Maria
- Foclore de Portugal [RCA TP-515] [Senhora do Almortão / Pesinho Do Pico / Resineiro / Lirio Branco]
- D. Pedro (EP, RCA, 1969) TP-530 [D.Pedro (Que Volta Da Pinga) / Balada da Rotina Diária / O Meu País/Livre]
- Canta Foclore de Portugal [RCA TP-562] [Vai de Ruz Truz Truz / Coradinhas / La-Ri-Ló-Lé / Trovas Minhotas]

ZIP-ZIP [1971/1972]
- Menina do Alto da Serra/Mulher (Single, Zip-Zip, 1971) - Zip - 30014/S
- Poema Pena (EP, Zip-Zip, 1972) Poema Pena/Rosa de Barro/Manhã Clara- Zip 10034/E

MOVIEPLAY [1972]
- Menina (do Alto da Serra)/Mulher é Força (Single, Movieplay, 1971) SP - 20.021
- 4 Canções de Patxi Andion (EP, Movieplay, 1972)
- Poema desde Lejos/20 Versos A Mi Muerte (Single, Movieplay, 1972)

ORFEU [1972/1973]
- Glória, Glória, Aleluia/Lisboa Perto e Longe (1972) Orfeu Sat 845
- Parole, Parole [com João Perry]/Simplesmente Maria (Orfeu, 1972)
- A Rapariga e o Poeta (EP, Orfeu, 1973) [A Rapariga e o Poeta/Com Um Cravo Na Boca/Contraluz/Rosa, Rosa]- ATEP 6467
- Folclore (EP, 1973) Farrapeirinha/Os Bravos/Malhão De Águeda/Dança Daí - Atep 6500
- Batatinhas (EP, Orfeu, 1973)-Atep 6541-Batatinhas/Senhor Padre Valentim/Vira Do Vinho/Passarinho Trigueiro

ZIP-ZIP [1974]
- Portugal Ressuscitado/Canção Combate (EP, Zip-Zip, 1974) - InClave/Tonicha/Fernando Tordo - Zip 30052/S
- Obrigado Soldadinho/Já chegou a Liberdade (Single, Zip-Zip, 1974) - Zip - 30053/S
- O Preto No Branco/Tanto Me Faz (Single, Zip-Zip, 1974) - Zip - 30056/S
- Canto da Primavera/Os Novos Pobres (Single, Zip-Zip, 1974) - Zip - 30061/S
- Folclore (Single, Zip-zip, 1974)

DISCOFILO [1975]
- O Povo Em Marcha/Cravos da Madrugada (Discófilo, 1975) 1001
- Bandeira da Vitória/Cantaremos-Lutaremos (Single, Discófilo, 1975) 1008
- Terras de Garcia Lorca/Paìs irmão (Single, Discófilo, 1975)
- Folclore (EP, Discófilo)Isto agora Vai Ou Racha
- Folclore (EP, Discófilo) [Ribeira Cheia/Barquinha Feiticeira/Vida Militar/Cantiga do Rei]

ORFEU [1975/1976]
- conjunto e coros-1 (Ep, Orfeu, 1975) Terras de Garcia Lorca/Paìs irmão/O povo em marcha/Cravos da madrugada

- Folclore 1 - Cantigas do Meu País (Single, Orfeu, 1975)-atep6683-Fadinho do Pobre/Barquinha Feiticeira/Cantiga do Rei/Vida Militar
- Folclore 2(EP, 1975)Compadre Partidário/Serrana Povo/Isto Agora Vai Ou Racha/Barqueiros do Povo - Atep 6684-6685
- Folclore 3 - Cantigas do Meu País (EP, Orfeu, 1975) A Moda da Saia Curta

- Cantaremos/Lutaremos (conjunto e coros-2) (Ep, Orfeu, 1975)Cantaremos-Lutaremos/Somos Livres/Bandeira da Vitória/Hino do Trabalho - Atep 6696

- Cantigas Populares 1 (Orfeu, 1975) - Atep 6698 - Minha Mãe, Minha Mãe/Entrudo/Milho Verde
- Cantigas Populares 2 (Orfeu, 1975) - Atep 6699 - O Meu Bem/Charamba/Roseira Brava/Samacaio
- Cantigas Populares 3 (Orfeu, 1975) - Atep 6700 - Olhos pretos/Menina Florentina/Cantigas do Maio

- Farrapeira/S. João/Fado/Poveirinha (EP, Orfeu, 1976)

POLYGRAM [1976-]
- O Menino/Um Grande Amor (Single, Polygram, 1976) - 2063015
- Marcha da Mouraria/Marcha de Benfica (Single, Polygram, 1977) - 2063022
- Tu És o Zé Que Fumas/Cana Verde (Single, Polygram, 1977) - 2063027
- Quem Te Quer Bem, Meu Bem/Um Dia Uma Flor (Single, Polygram, 1978) - 2063032
- Pestotira/Vira da Desgarrada (Single, Polygram, 1978) - 2063033
- Canção da Amizade/É Tarde Meu Amor (Single, Polygram, 1978) - 2063036
- Zumba Na Caneca (Single, Polygram, 1978) - 2063039
- O Gaiteiro Português/Sericotalho, Bacalhau. Azeite e Alho (Single, Polygram, 1979)- 2063045
- O Chico Pinguinhas/Quadrilha de Cinfães (Single, Polygram, 1979) - 2063050
- Canção da Alegria/Canção Sem Ti (Single, Polygram, 1981) - 6063061 -
- Fadinho da Comida (Single, Polygram, 1981)
- Pulguinhas (Single, Polygram, 1982)
- Todos Me Querem/O Mar Enrola NA Areia (Single, Polygram, 1983) 8134197
- Pinga Amor/Canção do Futebol (Single, Polygram, 1984) - 881049
- Esta Festa Portuguesa (Single, Polygram, 1985)
- Fátima Altar do Mundo (A 13 de Maio/Avé Maria de Shubert) (Single, Polygram, 1987)

Outros
- Christmas In Portugal (Monitor, 1963) - O Que Quer Dizer Natal
- Fala do Homem Nascido (LP, Orfeu, 1972)